# Райполе (Софиевский район)
Райполе (укр. Райполе) — село, Ордо-Василевский сельский совет, Софиевский район, Днепропетровская область, Украина.
Код КОАТУУ — 1225286609. Население по переписи 2001 года составляло 55 человек.

## Географическое положение
Село Райполе находится на правом берегу реки Саксагань в месте впадения в неё реки Демурина, выше по течению на расстоянии в 2,5 км расположено село Марьевка, ниже по течению на расстоянии в 3 км расположено село Сергеевка, на противоположном берегу — село Ордо-Василевка, выше по течению реки Демурина на расстоянии в 0,5 км расположено село Новомихайловка.
Через село проходит автомобильная дорога Т-0434.